# Pere Rigau i Poch
Pere Rigau i Poch (Torroella de Montgrí, 29 de desembre del 1868 - 20 de gener del 1909), anomenat Barretó, va ser un extraordinari flabiolaire, director i compositor de música per a cobla i sardanes. Va ser fundador de la cobla Els Montgrins.

## Biografia
La seva vida no està prou documentada. Rebé els primers ensenyaments musicals del seu pare, Joan Rigau i Trill, Barretó, (Torroella de Montgrí, 1842 - 7 de gener del 1890) que era músic a la cobla familiar, Els Barretons, on també tocaren els germans d'en Pere, la Marta i en Rogeli. Encara que la resta de la seva formació musical fou en gran manera autodidacta, estudià a l'escola de música de Joan Carreras i Dagàs, i amb els anys i l'ajut dels músics que l'envoltaren arribà a dominar el cornetí, el fiscorn, el violí, el tible i, molt especialment, el flabiol. Als onze anys ja era el flabiolaire dels Barretons.
Als setze anys, a causa del seu caràcter fort i decidit, partí peres amb son pare i, amb tres dissidents més dels Barretons, fundà la Cobla Els Montgrins, de què en va ser flabiolaire, representant i director indiscutit fins al 1908. Entre els anys 1906 i 1907 la cobla Montgrins va gravar un total de 29 discos, dels primers que es van fer de sardanes, en aquell primitiu format que es coneix com a disc de pedra o de 78 revolucions, i aquestes gravacions van recollir 23 sardanes d'en Pere Rigau.
A banda de la seva tasca a Els Montgrins, pels volts del 1890 dirigia l'Agrupació Coral El Pensament i el 1905 organitzà El Vals Burlesco, un cor que simulava el so de (falsos) instruments amb la veu dels intèrprets. L'èxit d'aquesta iniciativa l'empenyé a constituir la Societat Choral El Montgrí, adherida als Cors d'en Clavé, amb un repertori basat en les obres de n'Anselm Clavé.
Al llarg de la seva curta, però ben aprofitada vida, Pere Rigau donà classes de música (un dels seus deixebles va ser el gran Vicenç Bou), fundà i dirigí corals, obres teatrals, concerts, i, en general, participà intensament en la vida cultural de Torroella. Compongué més de 500 sardanes, moltes d'elles obligades. A començaments del segle xx va fer una composició per acompanyar el Ball d'en Serrallonga per a flauta, 2 clarinets, 2 cornetins, fiscorn, 2 violins i contrabaix, que s'estrenà a Verges el 13 de novembre del 1904. Morí el 1909, de tuberculosi.

## Fons
El Museu de la Mediterrània de Torroella de Montgrí, custodia, en el seu Centre de Documentació, un fons integrat per més de 480 sardanes compostes per Pere Rigau. Fou cedit l'any 2002 a l'Arxiu Històric de la vila per Rogeli Lloveras Rigau.

## Obres
- Adéu a Torroella, cançó amb lletra d'Artur Masriera

### Sardanes
Selecció de la seva vastíssima producció, respectant l'ortografia original:
- A la voreta del Ter (1904), obligada de flabiol
- L'alegria de la plassa
- L'Arch de Sant Martí, amb lletra de Ricard Miró i Salvadó
- L'arribada del segle XX (1905)
- La bola de neu (1902), obligada de flabiol
- Lo bressol de Catalunya
- Camí de la fosca (1890)
- Las campanas de Olot
- La cançó de l'ocellet, obligada de flabiol
- Carolina, obligada de fiscorn, amb variacions
- Clàudia (1904)
- Crisantema
- Electra
- Las fadas del Ter
- Fent lo niu
- Fi de jorn, obligada de tenora amb variacions
- Fi de segle (1905)
- La fresca matinada, obligada de flabiol
- La gallega (1897), obligada de flabiol, amb variacions
- Idili joyós
- Lorraine (1905)
- La manzanilla, obligada de tible
- La Moreneta de l'Ampurdà
- La nevada (1907)
- Ninó (1907)
- La noya de l'Ampurdá
- La patinadora. Aquesta sardana ha estat arranjada el 1975 per en Jordi León, que n'ha fet una versió obligada per a dos flabiols, i una altra obligada per a quatre flabiols.
- La pecadora, obligada de trombó
- Lo plor d'un angel (1904)
- Pomell de flors
- Recorts de Montgrí
- Recorts del Congost
- Remor de petons
- La simpatia, obligada de fiscorn
- Somni dols, recreació de la sardana Somni dolç de Juli Garreta
- La trena d'or, obligada de tenora
- Un petonet d'amor
- Una il·lusió (1903), obligada de fiscorn
- Una venjança, obligada de fiscorn, amb variacions
- Volves d'or, obligada de tenora i tible
- La Wolapück (volapük?)